# Yogyakarta
Yogyakarta är en stad på ön Java i Indonesien. Den är administrativ huvudort för regionen Yogyakarta och har cirka 430 000 invånare. Staden är ett av Indonesiens stora kulturella centra och här utövas dans, teater, poesi, gamelan-musik och skuggspel med silhuettfigurer, wayang kulit.